# إليزابيث ماي
إليزابيث إيفانز ماي (وُلدت في 9 يونيو/حزيران 1954) (عضوة بمجلس العموم الكندي حاصلة على وسام كندا) هي سياسية أمريكية كندية. تتزعم ماي الحزب الأخضر بكندا، كما أنها عضوة في البرلمان الكندي عن سانيتش (جزر الخليج). شغلت ماي منصب الرئيسة التنفيذية لمنظمة نادي سييرا في كندا في الفترة من 1989 إلى 2006 بفضل نشاطها في مناصرة الحفاظ على البيئة، بالإضافة إلى عملها كمؤلفة، وناشطة، ومحامية.
يقع المنزل العائلي الخاص بماي في مارجري هاربر في جزيرة كيب برتون، ولكنها نقلت محل إقامتها الدائم إلى سيدني في كولومبيا البريطانية في عام 2010. وفي 2 مايو/آيار 2011، أصبحت أول عضوًا في الحزب الأخضر الكندي يُنتخب ليكون عضوًا في البرلمان.
وفي الانتخابات الفدرالية في 19 أكتوبر/تشرين الأول 2015، أُعيد انتخاب ماي في دائرة سانيتش (جزر الخليج)، بصفتها عضو الحزب الأخضر الوحيد الذي يحصل على مقعد. دُعيت ماي قبل هذه الانتخابات إلى المشاركة في مناظرتين للقادة، أدارت أحدها مجلة ماكلين في 6 أغسطس/آب 2015، أما الثانية فكانت أول مناظرة باللغة الفرنسية يديرها راديو كندا في 24 سبتمبر/أيلول 2015. ولكن اسُتبعدت ماي من المناظرتين الآخريتين. بعدما علمت خبر استبعادها من مناظرة منك في 28 سبتمبر/أيلول  والتي كانت عن السياسة الخارجية الكندية، عبرت ماي عن رأيها في هذا على وسائل التواصل الاجتماعي، وانتقدت حكومة هاربر في تغريدات على موقع تويتر.
بالإضافة إلى ذلك، ماي عضوة في لجنة ميثاق الأرض الدولية.

## بدايات حياتها وأسرتها
وُلدت ماي في هارتفورد بكونتيكت. كانت والدتها ستيفاني (ميدلتون)، نحاتة، وعازفة بيانو، وكاتبة. أما والدها، جون ميدلتون ماي، فكان محاسبًا. وُلد والدها في نيويورك وترعرع في إنجلترا، وكذلك وُلدت والدتها في نيويورك. لدى ماي أخًا أصغر منها يُدعى جيفري. كانت والدتها ناشطة بارزة في مجال معارضة الأسلحة النووية، وكان والدها نائب رئيس شركة إتنا لايف أند كاجولتي.
انتقلت الأسرة إلى مارجري هاربر في نوفا سكوتيا في عام 1972 عقب قضاء إجازة الصيف في جزيرة كيب برتون. عند الانتقال إلى المنطقة، اشترت عائلة ماي مركبًا شراعيًا راسيًا على الأرض يُدعى الماريون إليزابيث، والذي كان يُستعمل متجرًا للهدايا ومطعمًا منذ منتصف خمسينيات القرن العشرين. أدارت العائلة هذا المكان منذ عام 1974 إلى 2002.
دَرَست ماي علم اللاهوت في جامعة سانت بول، وتصنف نفسها بأنها أنجيليكانية ناشطة. كما أشارت ماي أن أحد أهدافها في الحياة هو «...أن تُرسم قسًا إنجيليكيًا على المدى الطويل».

## وصلات خارجية
- Elizabeth May official site
- Elizabeth May on Twitter
- Profile at Green Party of Canada
- مرات الظهور على سي-سبان
- إليزابيث ماي على موقع IMDb (الإنجليزية)
- إليزابيث ماي على موقع الموسوعة البريطانية (الإنجليزية)